# Jandaíra (Rio Grande do Norte)
Jandaíra è un comune del Brasile nello Stato del Rio Grande do Norte, parte della mesoregione dell'Agreste Potiguar e della microregione di Baixa Verde.